# Prunus sect. Microcerasus
Prunus sect. Microcerasus is een sectie van het geslacht Prunus uit de rozenfamilie. De sectie wordt door sommige auteurs in het ondergeslacht Cerasus geplaatst, door andere in het ondergeslacht Prunus subg. Prunus. Deze sectie omvat de meeste sierbomen die bekend staan als 'dwergkersen', 'heesterkersen' of 'struikkersen'.
De taxonomische positie van de groep wordt door verschillende auteurs anders behandeld. Het is niet ongebruikelijk om de groep in de literatuur tegen te komen als sectie van het ondergeslacht Cerasus. Op basis van de resultaten van moleculair fylogenetisch onderzoek, stelden Shuo Shi et al. (2013) voor om de groep als sectie in het ondergeslacht Prunus te plaatsen.

## Kenmerken
De bomen of heesters in deze sectie hebben 3 winterknoppen per bladoksel.

## Soorten
- Prunus alaica
- Prunus albicaulis
- Prunus bifrons
- Prunus brachypetala
- Prunus chorossanica
- Prunus dictyoneura
- Prunus erythrocarpa
- Prunus erzincanica
- Prunus glandulosa
- Prunus griffithii
- Prunus hippophaeoides
- Prunus humilis
- Prunus incana
- Prunus jacquemontii
- Prunus japonica
- Prunus microcarpa
- Prunus pogonostyla
- Prunus pojarkovii
- Prunus prostrata
- Prunus pseudoprostrata
- Prunus pumila – Zandkers
- Prunus susquehanae
- Prunus tianshanica
- Prunus tomentosa
- Prunus verrucosa
- Prunus yazdiana

## Hybriden
- Prunus ×cistena

Voorbeelden van soorten uit Prunus sect. Microcerasus
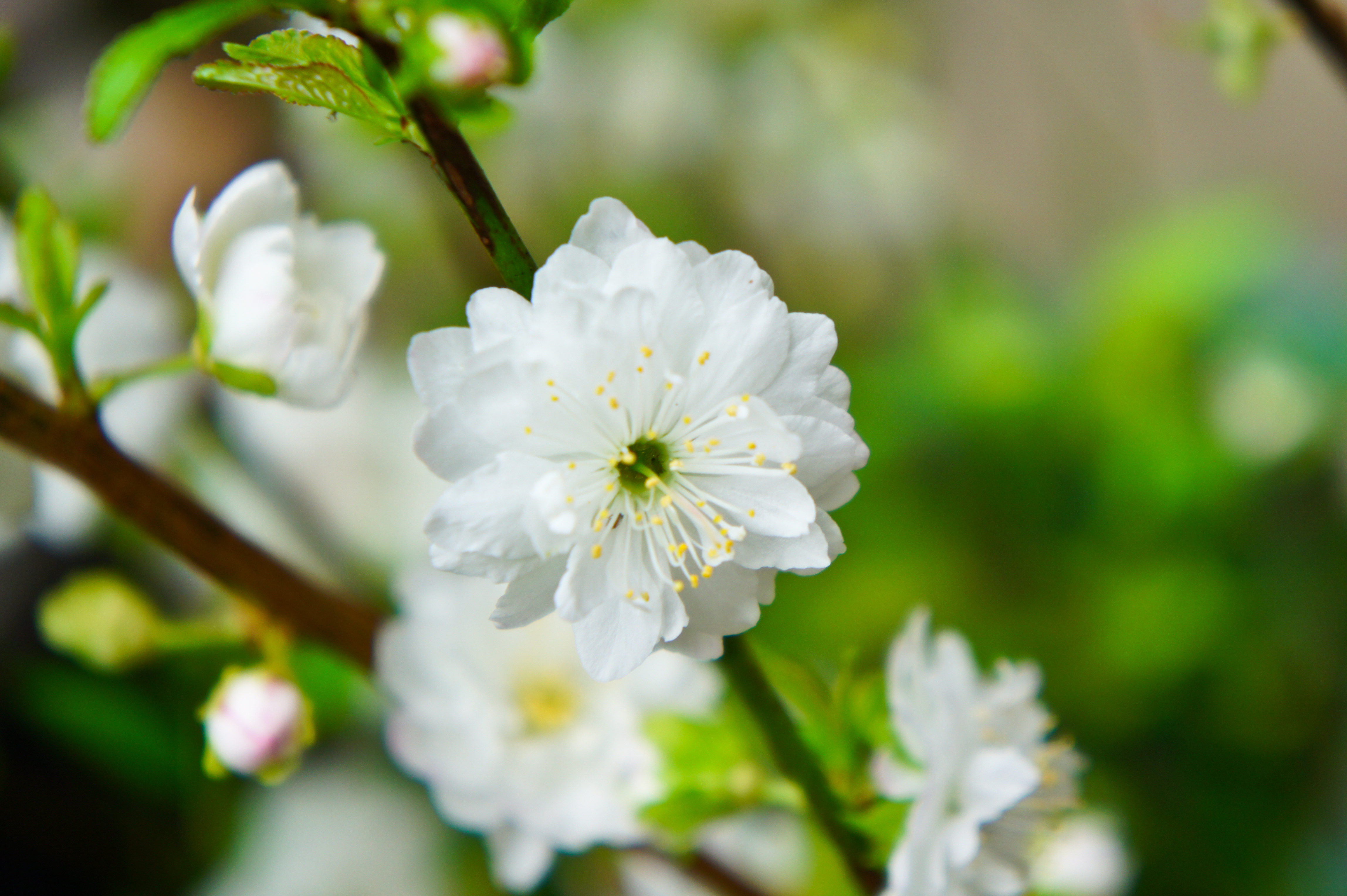
Bloesem van Prunus japonica
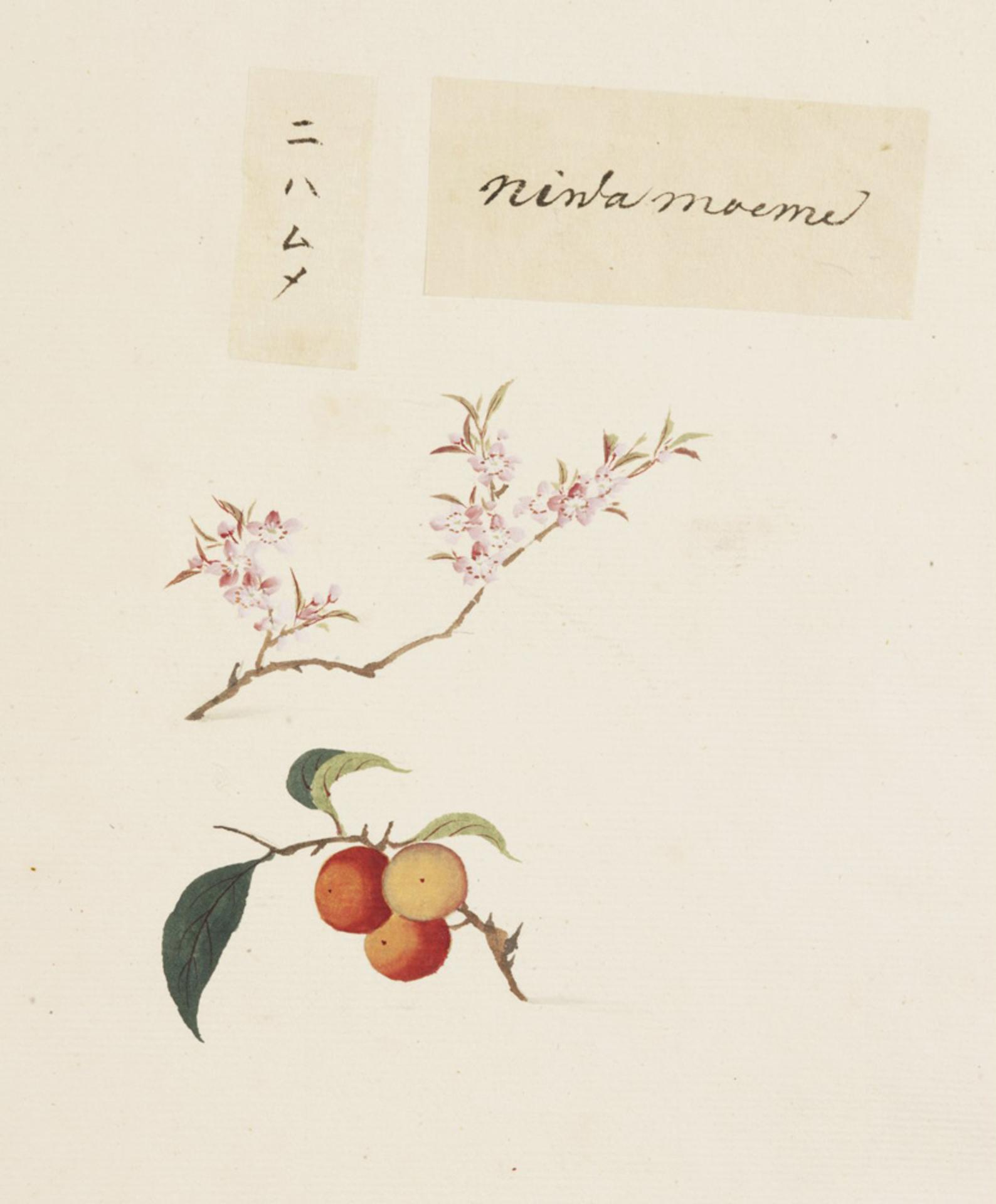
Prunus japonica-illustratie
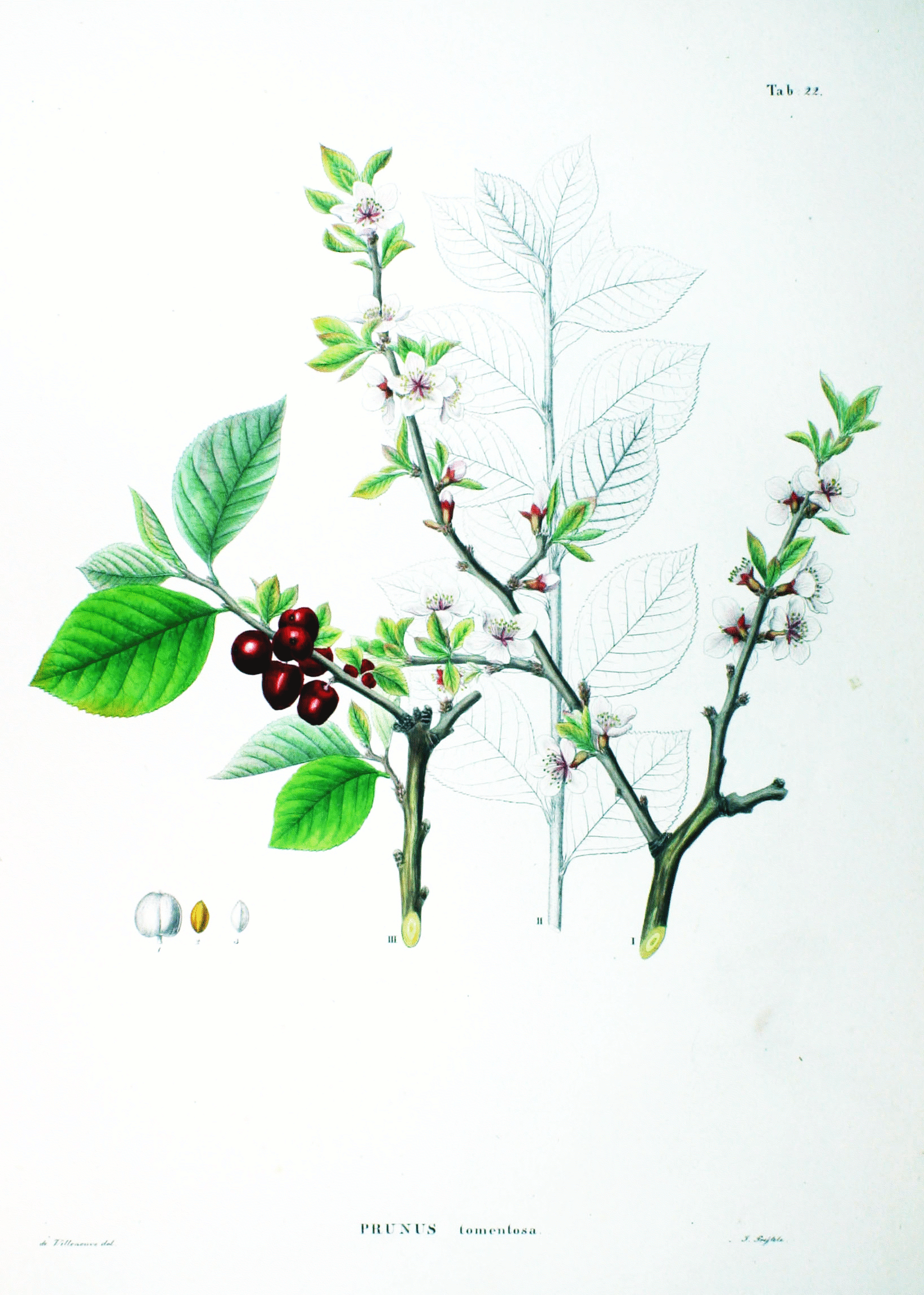
Prunus tomentosa-illustratie
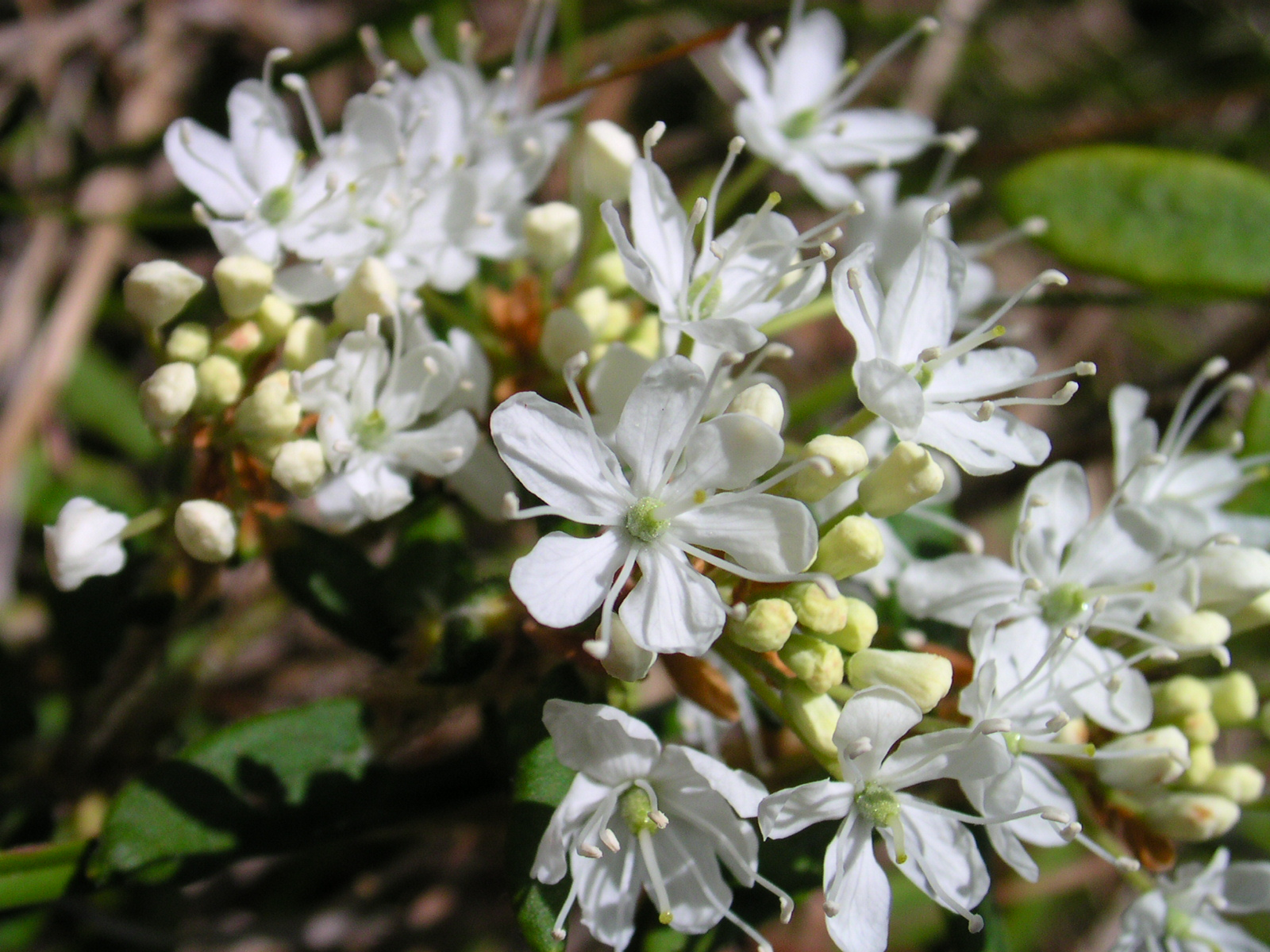
Bloesem van Prunus pumila

... · 
P. armeniaca (Abrikoos) · 
P. avium (Zoete kers) · 
P. cerasifera (Kerspruim) · 
P. cerasus (Zure kers) · 
P. domestica (Pruim) · 
P. dulcis (Amandelboom) ·
P. incisa (Fujikers) · 
P. insititia (Kroosje) · 
P. itosakura · 
P. laurocerasus (Laurierkers) · 
P. maackii · 
P. mahaleb (Weichselboom) · 
P. mume (Japanse abrikoos) · 
P. padus (Gewone vogelkers) · 
P. persica (Perzik) · 
P. salicina × armeniaca (Pluot) · 
P. serrulata (Japanse sierkers) · 
P. serotina (Amerikaanse vogelkers) · 
P. sibirica · 
P. spinosa (Sleedoorn) · 
P. ×syriaca (Mirabel) · 
P. ×yedoensis  · 
...